# ルッドフッド・フディブラス
ルッドフッド・フディブラス（Rud Hud Hudibras、ウェールズ語：Run baladr bras）は、年代記編纂者ジェフリー・オブ・モンマスの『ブリタニア列王史』に語られている、ブリトン人の伝説的王である。
彼はレイルの息子であり、内戦中に王位についた。

## 伝承
レイルの治世衰退期、ブリトンの王国は不安定となり、内戦が勃発した。ルッドフッド・フディブラスは彼の父の死後に王となり、39年間統治し、内戦を終わらせ王国の平和を取り戻した。彼の治世では、後にアングル人によってカンタベリーと名付けられることとなるKaerreintを建設した。また、彼はKaerguenit（現在のウィンチェスター）とPaladur城（現在のシャフツベリー）を建設したとも言われている。彼は息子のブラドッドに王位を継承した。
ジェフリーは、ルッドフッド・フディブラスの統治はカピュスがアルバ・ロンガの王であり、ハガイ、アモス、ヨエル、そしてアザリアが古代イスラエルで預言していた時代と同時期であるとしている。ハガイは自身の奉仕を紀元前520年前後に始め、アモスはウジヤやヤロブアム2世の治世である紀元前760年前後に預言をしていたと言われている。

## 文学と創作
ルッドフッド・フディブラスへの言及は、サミュエル・バトラーの偽英雄的詩『ヒューディブラス』のタイトルと登場人物に影響を与えた。
ルッドフッド・フディブラスは、アメリカの作家ザカリー・J・クーパーの古代ウェールズに関する短編小説集の主要人物である。